# ДОТ № 552/553 (КиУР)
ДОТ № 552/553 — долговременная огневая точка, расположенная на северном фасе Киевского укрепрайона и входившая в его первую линию обороны. Фортификационное сооружение принимало участие в обороне Киева в 1941 году.

## Конструкция

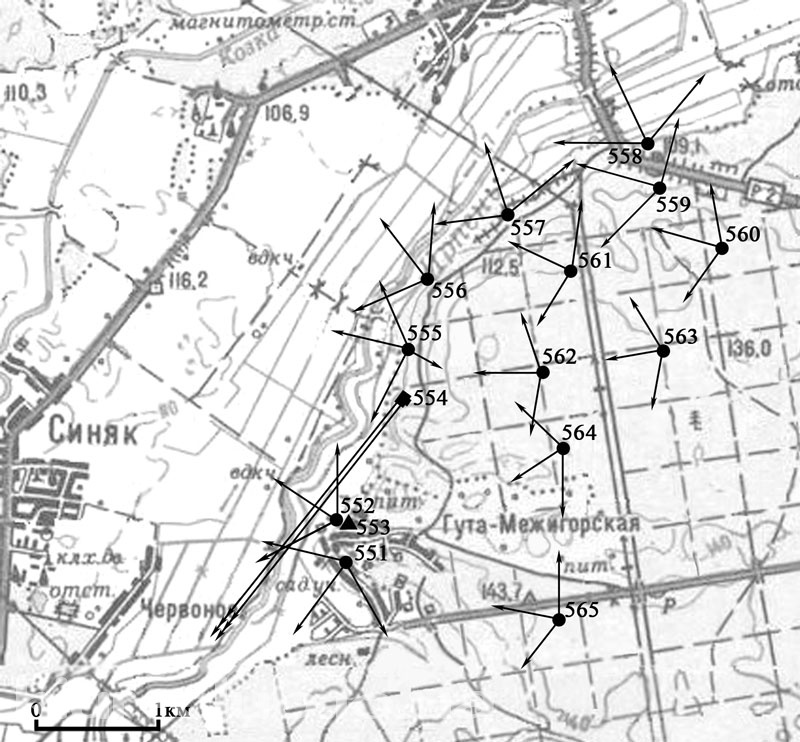
ДОТ № 552/553 в системе обороны 22-го БРО КиУР

ДОТ построен по индивидуальному проекту на возвышенном восточном берегу реки Ирпень (около 30-40 метров над уровнем поймы) близ села Гута-Межигорская и относится к типу «мина» (также «минная группа» или «огневая группа»), одно из четырёх подобного типа в КиУР. Сооружение врезано в холм и состоит из одного 3-амбразурного пулемётного каземата (ДОТ № 552) у берега реки и артиллерийского наблюдательного пункта (АСП) на вершине холма, имевшего номерное название ДОТ № 553. Каземат и наблюдательный пункт соединены подземной потерной протяженностью около 70 метров. В этой потерне обустроены помещения для отдыха постоянного гарнизона (40 человек), склады провианта и боеприпасов. ДОТ № 552/553 включал в себя специальное противохимическое убежище и поэтому относится к фортификационным сооружениям типа
 «Б», имеет класс стойкости «М1», то есть способен выдержать 1 попадание 203-мм гаубицы в каждую из своих открытых частей.

## Служба
ДОТ организационно входил в 22-й батальонный район обороны (БРО) КиУР, ответственного за участок Гута-Межигорская — южные окраины Демидов, и с началом войны был занят военнослужащими 161-го отдельного пулемётного батальона. Вплоть до 24-25 августа 1941 года «мина» находилась в тыловой зоне вдали от линии фронта. 26 августа подразделения 44-й пехотной дивизии противника силами одной усиленной роты начали штурмовку рубежей КиУР близ села Гута-Межигорская с одновременным форсированием реки Ирпень. Совместными усилиями огневых точек и полевого заполнения (28-я горнострелковая дивизия 37-й армии) переправившийся враг был прижат кромке берега и отрезан от сообщения со своим (западным) берегом. Вечером, в темноте, немцы откатились назад, потеряв около одного взвода убитыми и ранеными.
Во время второго штурма КиУР, начавшегося 16 сентября 1941 года, ДОТ № 552/553 имел боевой контакт с противником начиная с 18 сентября, когда 296-я и 71-я пехотные дивизии немцев начали активные действия на данном участке. Днём 18 сентября войска 37-й армии по приказу командования начинают отход из Киева. Гарнизоны ДОТ КиУР были одними из последних, кто уходил на левый берег Днепра.
Но на участке Гута-Межигорская — Демидов противник энергично атаковал и блокировал ещё сопротивляющиеся огневые точки. Не ясно, дошёл ли приказ на отход до защитников «минной группы», или же советское командование осознанно оставило гарнизон на боевом посту прикрывать отступление главных сил. К вечеру 18 сентября вражеские штурмовые группы блокировали ряд ДОТ по Ирпеню, в том числе ДОТ № 552/553. Во время зачистки местности днём 19 сентября или в период после 19 сентября 1941 года немецкие сапёры подорвали артиллерийско-наблюдательный пункт, а пулемётный каземат был оставлен неразрушенным.

## Современность
ДОТ № 552/553 уцелел и находится в удовлетворительном состоянии, потерна засыпана песком.